# Antonín Satke
Antonín Satke (12. listopadu 1920 Komárov u Opavy – 30. listopadu 2008 Opava) byl slezský učitel, folklorista, etnograf a dialektolog. Patří k nejvýznamnějším československým folkloristům 2. poloviny 20. století, primárně byl zaměřený na oblast Slezska a Opavska.

## Život
PhDr. Antonín Satke, CSc. se narodil 12. listopadu 1920 v Komárově u Opavy. Vyrůstal v příměstském prostředí jako syn koláře. Po občanské škole nastoupil na Obchodní akademii v Ostravě, kde studoval v letech 1935 až 1939. Již během dospívání se začal více zajímat o literaturu, jazyk a projevy folkloru. Další Satkeho studia však byla přerušena nástupem druhé světové války.
Za války byl Antonín Satke totálně nasazen. Nejprve v Ratiboři, od roku 1943 ve zbrojovce v Chuchelné a nakonec (od konce roku 1944) u Krakova.
Po roce 1945 si Satke splnil doplňkovou maturitu v Ostravě a začal studovat bohemistiku a rusistiku na Filosofické fakultě Univerzity Karlovy v Praze. Zde se, jako se svými vyučujícími, setkal například s dialektologem a znalcem staré češtiny Václavem Vážným či fonetikem Bohuslavem Hálou. Odborně se Satke na univerzitě věnoval zejména dialektologii. Jeho další zájem, slovanský folklor, nebyl dosud samostatným oborem.
Po úspěšném zakončení studia se stal roku 1948 učitelem na gymnáziu v Opavě, zanedlouho byl však režimem donucen k přestupu na Střední průmyslovou školu strojnickou. V soukromí se věnoval sběratelské i odborné práci dialektologa, což zúročil v roce 1953, kdy byl přijat do Slezského studijního ústavu jako externí pracovník – referent pro folkloristiku. O dva roky později byl již řádným zaměstnancem.
Na počátku 60. let byl Satke, spolu s dalšími členy spolku Společenství laiků, obviněn z rozvracení republiky a v květnu roku 1961 byl zatčen a odsouzen na čtyři a půl roku nepodmíněně. Byl mu zkonfiskován majetek, zejména rodný dům v Komárově. Veškeré instituce, v nichž dříve pracoval, se od něj odklonily, Slezský ústav s ním ukončil smlouvu, vyloučila ho Národopisná společnost, nesměl pracovat v žádné instituci ve správě Ministerstva kultury. Když byl roku 1962 propuštěn díky amnestii, byl zaměstnán jako betonář u firmy Prefa v Třebovicích u Ostravy. Měsíc po svém propuštění, v červnu roku 1962, se Satke oženil s Vlastou Kurkovou ze Smolkova a o rok později se jim narodil syn Josef. Roku 1966 se Antonín Satke stal vychovatelem učňovského střediska a brzy byl rehabilitován. Následně učil na ekonomické škole v Opavě. V roce 1968 se stal jedním z obnovitelů Matice opavské, z níž se stala Matice slezská (v roce 1972 opět zanikla). Od roku 1969 pak znovu pracoval ve Slezském ústavu.
V 70. letech se stal vědeckým pracovníkem Ústavu pro etnografii a folkloristiku ČSAV v Praze, přestože nadále působil v Opavě. Roku 1981 odešel do penze. V té době stále prováděl terénní výzkumy a sběry folkloru ve Slezsku, povětšinou na Těšínsku a Hlučínsku.
Po roce 1989 byl Satke zcela právně rehabilitován a od roku 1991 přednášel na Slezské univerzitě o národním obrození. Byla znovu obnovena činnost Matice slezské, jíž se opět aktivně účastnil, což byl jeden z důvodů Satkeho jmenování jejím čestným členem. Roku 2001 získal Cenu Petra Bezruče.
Antonín Satke zemřel 30. listopadu 2008 v Opavě. Pohřeb se konal 5. prosince v konkatedrále Panny Marie v Opavě a Satke je zde pochován na městském hřbitově.

### Odborná činnost
V 50. letech se Satke ve své publikační činnosti zaměřil na filologicky, konkrétně dialektologicky orientované práce, sférou jeho zájmu bylo mimo jiné nářečí v oblasti západního Opavska a na Hlučínsku. Ve svém bádání využíval metody palatografie. Později se stále více zaměřoval na folkloristiku a mnoho času strávil zapisováním folkloru přímo v terénu. Za svůj život napsal Satke více než 300 odborných prací, přesto zůstalo mnoho výsledků jeho terénní práce nepublikováno.
Jeho odborné příspěvky vycházely ve Slezském sborníku, od roku 1951 také v časopise Radostná země, jehož byl spoluzakladatelem. Z jeho knižních publikací jsou nejznámější Lidové povídky z Hlučínska (1956), výbor povídek ze Satkeho terénních sběrů, či studie Hlučínský pohádkář Josef Smolka (1958), kde využíval neotřelý pohled na folklor a zaměřoval se na konkrétního lidového vypravěče jako na komplexní celek, nezaznamenával pouze slova jeho vyprávění, ale i mimiku a gesta. V knize jsou zachyceny pomocí fotografií Arnošta Pustky. Antonín Satke se zde zaměřil i na Smolkovu osobnost a jeho vypravěčské umění. Jedná se o první monografii svého druhu v Čechách. Za tuto práci získal roku 1957 titul CSc. Titul PhDr. získal v roce 1969.
V 70. a 80. letech publikoval zejména v Českém lidu. Roku 1984 vydal soubor lidových pohádek Pohádky, povídky a humorky ze Slezska. Jedná se o výbor typických textů zastupujících danou oblast, jež jsou doplněny i historií sběru v oblasti, portréty vypravěčů či nástinem vztahů k jiným oblastem.
V 90. letech pak vydal slezské venkovské a ostravské hornické anekdoty a humorky ve sbírce Úsměv a smích (1991), výbor z veršů Ludmily Hořké Tesknice (1992) a podílel se na 4. dílu publikace Těšínsko (2002).
Ve svých sběrech se soustředil na konkrétní jednotlivce, kteří byli vůdčími osobnostmi v udržování folkloru v dané oblasti, a snažil se obsáhnout celý jejich repertoár včetně vlivů, časových i prostorových, které ho formovaly. Objevil zde mnoho vypravěčských osobností, z nichž nejznámějšího, Josefa Smolku, proslavila Satkeho monografie. Avšak zachytil příběhy i od dalších vypravěčů, A. Baránkové, M. Čudkové, A. Chybidziurové, A. Labajové či P. Zogaty.
Zaměřoval se na různé druhy folkloru, svá bádání omezoval však pouze na prózu, a to téměř výhradně v oblastech Slezska a Opavska.
Psal o úpadku žánrů pohádky, povídky a humorky. Do dětského a žákovského folkloru vnesl mnoho nového a žákovskou anekdotu považoval v terénu za nejživější. Také zkoumal folklor lokální a profesní, zejména hornický, a vlivy daného prostředí a konkrétní situace na vypravěče, stejně jako neopomíjel psychologii vypravěče i posluchačů. Zajímavá je i Satkeho metodologie, při svých terénních sběrech využíval k dokumentaci na svou dobu nezvykle i fotografie a filmu, čímž sesbíraný materiál několikanásobně obohatil.
Satkeho přínosem byla i rozsáhlá recenzentská činnost domácí i zahraniční (ruské, polské nebo německé) odborné folkloristické literatury. (Názvy konkrétních článků lze dohledat v Bibliografické příloze Národopisné revue č. 19). Snažil se povědomí o folkloru rozšířit i mimo odbornou veřejnost, a proto se věnoval také psaní populárně naučných článků.
Antonín Satke se odborně zajímal i o literaturu s důrazem na spisovatele z oblasti jeho působení, Slezska, jako byla Ludmila Hořká, František Lazecký či Jindřich Zogata.
Byl členem mnoha vědeckých organizací. Z těch českých to byla Matice Slezská, Česká národopisná společnost (dříve Národopisná společnost Českoslovanská při ČSAV) a Vlastivědná společnost při Slezském muzeu v Opavě. Členství měl i v mezinárodní organizaci International Society for Folk-Narrative Research (ISFNR). V letech 1953–1958 byl také členem redakční rady pro časopis Radostná země a spolupracoval i s redakcí Listů Památníku Petra Bezruče Opava.

### Další zajímavosti
Na popud Antonína Satkeho vznikl v roce 1971 národopisný soubor Bejatka. Tento soubor reprezentoval opavský folklór a nářečí, vystupoval v opavských krojích a obvykle se představoval v tematických pásmech, v nichž se spojují písně, vyprávění a tance. Od roku 2001 soubor udržoval tradici folklorních odpolední s názvem „Před sušedovym zeleny ořech“. Součástí devátého ročníku tohoto pořadu byla také vzpomínka na Antonína Satkeho.
Péčí historika Kamila Rodana ze Slezského zemského muzea byly vydány dvě knihy, které zpracovávají materiály z pozůstalosti Antonína Satkeho (ta je uložená v Památníku Petra Bezruče v Opavě). První kniha se jmenuje Listy lásky, víry a naděje (edice korespondence slezského etnografa a folkloristy Antonína Satkeho se snoubenkou, sestrou a dalšími rodinnými příslušníky od srpna 1957 do května 1962), druhá publikace je nazvaná Listy přátelství, porozumění a důvěry (edice korespondence slezského etnografa a folkloristy Antonína Satkeho s kolegou a přítelem, literárním historikem Drahomírem Šajtarem od listopadu 1972 do prosince 1984).
V období 21. listopadu 2018 – 14. dubna 2019 byla v Historické výstavní budově Slezského zemského muzea instalována retrospektivně pojatá výstava (autorem výstavy byl Kamil Rodan) nazvaná Antonín Satke – střípky z mozaiky života a díla slezského folkloristy a etnografa.
Záslužnou práci Antonína Satkeho připomínají rovněž současní studenti a badatelé, kteří se věnují etnologii, lidovému vypravěčství nebo pohádkám.  Na rodinnou tradici vědecké práce v humanitních oborech navázala vnučka Naďa – v oboru divadelní věda.

### Citace
„Nás starců už teď nepřibývá, kéž by přibývalo mladších, vždyť ten náš obor je už na vyhynutí!“

## Výběr z díla
- Lidové povídky z Hlučínska (1955)
- Hlučínský pohádkář Josef Smolka (1958)
- O mluvě, pohádkách a písních lidu (1958) – ve sborníku Hlučínsko. Příroda – lid – kultura
- Prozaický folklór v současném žákovském prostředí (1980) – v knize Dítě a tradice lidové kultury
- Pohádky, povídky a humorky ze Slezska (1984)
- Úsměv a smích (1991)
- Tesknice (1992) – vybral, k vydání připravil a závěrečné slovo napsal A. Satke
- Prozaická ústní slovesnost (2002) – některé kapitoly v knize Těšínsko – 4. díl

### Bibliografické odkazy vybraných děl
- SATKE, Antonín. Lidové povídky z Hlučínska. Opava: Slezský studijní ústav, 1955. 29 s.
- SATKE, Antonín. Hlučínský pohádkář Josef Smolka. Ostrava: Krajské nakladatelství, 1958. 236 s.
- SATKE, Antonín. O mluvě, pohádkách a písních lidu. In Hlučínsko. Příroda – lid – kultura. Ostrava: Krajské nakladatelství, 1958, s. 137–184
- SATKE, Antonín. Prozaický folklór v současném žákovském prostředí. In Dítě a tradice lidové kultury. Brno: Blok, 1980, s. 116–122
- SATKE, Antonín. Pohádky, povídky a humorky ze Slezska. Ostrava: Profil, 1984. 322 s.
- SATKE, Antonín. Úsměv a smích. Karviná: Gramma, 1991. ISBN 80-901107-1-1. 207 s.
- HOŘKÁ, Ludmila. Tesknice. Opava: Matice slezská a nakladatelství Gramma, 1992. Vybral, k vydání připravil a závěrečné slovo napsal A. Satke. 43 s.
- SATKE, Antonín. Prozaická ústní slovesnost (některé kapitoly). In Těšínsko – 4. díl. Šenov u Ostravy: Tilia, 2002. ISBN 80-86101-48-7. 364 s.